# Attaco
Attaco (... – 418) è stato re delle tribù degli Alani, stanziate in Spagna all'inizio del V secolo.
Poche notizie sono giunte riguardo alla sua biografia. Nel 418 perse la vita in uno scontro con i Visigoti, alleati dell'Impero romano e guidati dal re Vallia, nella campagna che aveva come scopo la liberazione della Penisola iberica dai barbari. Decimati, sconfitti e senza una guida, gli Alani decisero allora di sottomettersi, insieme ai Vandali silingi, al re dei Vandali asdingi, Gunderico. Facendo riferimento a questo avvenimento, una volta stanziati in Africa, i sovrani vandali inizieranno a fregiarsi del titolo di "Rex Wandalorum et Alanorum" ("Re dei Vandali e degli Alani").